# マリヤ・オレゴヴナ
マリヤ・オレゴヴナ（ロシア語: Мария Олеговна、生没年不詳）はリューリク朝・オレグ家(ru)出身の女性である。
マリヤはオレグ家の祖・オレグの娘とみなされている。初婚、再婚ともにポーランドの貴族と結婚した。再婚相手はポーランド大公ボレスワフ3世の家臣ピオトル・ヴウォストヴィチ(ru)であった。しかし、ピオトルは1144年、ボレスワフ3世の子ヴワディスワフと、その異母弟ボレスワフ、ミェシュコとの所領争いを引き起こし、結果として捕縛・追放された。マリヤもまたポーランドを離れ、ルーシへと戻った。マリヤの没年は不明である。